# Ce qu'il reste de nous
Ce qu'il reste de nous is een Canadese documentairefilm uit 2004, geregisseerd en geschreven door Hugo Latulippe en François Prévost. Buiten Canada is de documentaire ook uitgebracht onder de titel What Remains of Us.

## Verhaal
De documentaire behandelt het nog resterende niet-gewelddadige verzet tegen de Chinese onderdrukking in Tibet.
Centraal staat een Tibetaanse vluchteling die momenteel in Quebec woont. Ze keert in het geheim terug naar Tibet met een videoboodschap van dalai lama Tenzin Gyatso. Ze toont de video aan vele Tibetanen die allemaal hun onvrede over de situatie uiten.

## Rolverdeling
| Acteur        | Personage          |
| ------------- | ------------------ |
| Kalsang Dolma | zichzelf/verteller |
| Dalai lama    | zichzelf           |

## Achtergrond
De documentaire werd gedurende een periode van acht jaar in het geheim opgenomen, buiten het weten van de Chinese autoriteiten om.
De film was voor uitkomst al onderwerp van controversiteit daar minstens 103 Tibetanen duidelijk herkenbaar voor de camera hun mening over China uiten. Deze mensen waren tijdens de opnames ingelicht over het doel van de film en namen bewust het risico te worden gearresteerd. De NFB nam bij het vertoon van de film voorzorgsmaatregelen om te voorkomen dat de informatie over deze Tibetaten in handen van de Chinese overheid zou vallen. Zo werd er tijdens de première streng op toegezien dat niemand illegaal opnames maakte met een camera of mobiele telefoon. Tot dusver zijn er nog geen illegale kopieën van de film in omloop op internet. Ook zou nog geen van de 103 Tibetanen in de film gearresteerd zijn.
De film was in Canada een groot succes. Wereldwijde distributie is echter tegengehouden door de NFB daar de kosten voor de veiligheidsmaatregelen rondom elke vertoning te hoog zouden worden.

## Prijzen en nominaties
| jaar | prijs                                     | categorie                 | genomineerde(n)                                  | uitslag     |
| ---- | ----------------------------------------- | ------------------------- | ------------------------------------------------ | ----------- |
| 2004 | Atlantic Film Festival                    | Audience Award            | François Prévost, Hugo Latulippe                 | gewonnen    |
| 2004 | Atlantic Film Festival                    | Canadian Award            | François Prévost, Hugo Latulippe                 | gewonnen    |
| 2004 | Hollywood Discovery Award                 | beste documentaire        | François Prévost, Hugo Latulippe                 | gewonnen    |
| 2004 | Internationaal filmfestival van Vancouver | Populairste Canadese film | Hugo Latulippe, François Prévost                 | gewonnen    |
| 2005 | Genie Award                               | beste documentaire        | François Prévost, Yves Bisaillon, Hugo Latulippe | genomineerd |
| 2005 | Jutra Award                               | beste documentaire        | Hugo Latulippe, François Prévost                 | gewonnen    |
| 2005 | Telluride Mountainfilm Festival           | Best of Festival          | -                                                | gewonnen    |